# قبر حزقيال (ذو الكفل)
قبر حزقيال (ذو الكفل) يقع قبر منسوب للنبي حزقيال، كما هو معروف عند اليهود في التوراة، أو ذو الكفل، كما هو مذكور في القرآن في مدينة الكفل العراقية، حيث سميت المدينة نسبه إلى قبر «ذو الكفل».

## نبذة
يظهر على الجدران الداخلية نصوص باللغة العبرية تحت قبة مزودة بتصاميم تحتوي على نقوش للزهور تعود إلى العصور الإسلامية.
كان يهود العراق يشكلون أقلية تعدّ من أكبر الأقليات المكونة للنسيج العراقي وتعدّ من أبرزها في الشرق الأوسط. حتى منتصف القرن المنصرم وقبل رحيلهم إلى إسرائيل قصرا، حيث يعدّ النبي حزقيال أحد انبياء بني إسرائيل إذ كانوا اليهود يتوافدون إلى القبر خلال أيام عيد الفصح اليهودي. أما المسلمون فيعتقدون أن القبر يعود إلى ذي الكفل.

## أعلام

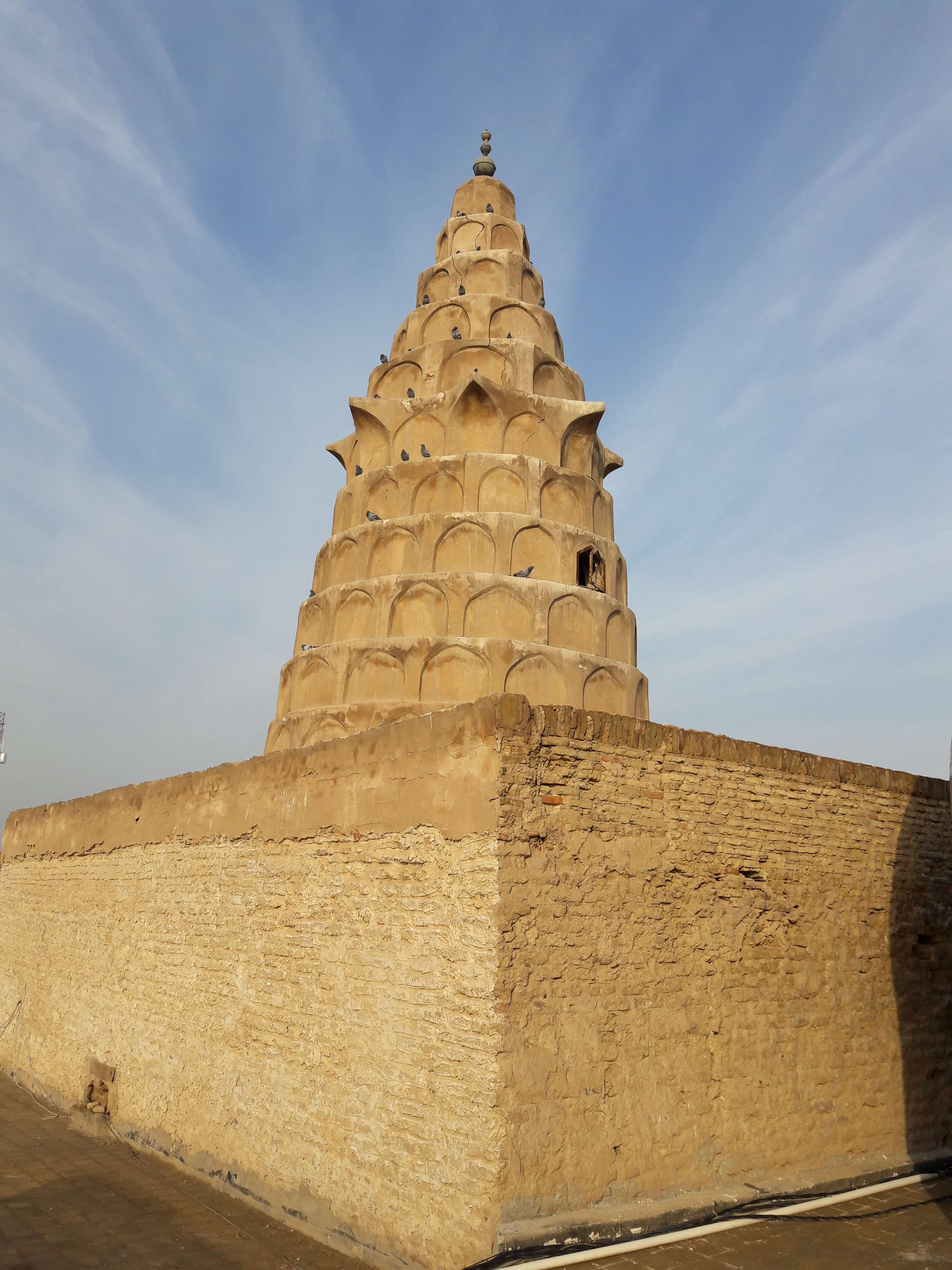
صورة ملونة للقبة من عام 2019م.

- مناحيم صالح دانيال